# Premiership de Nueva Zelanda 2016-17
La Stirling Sports Premiership 2016-17 fue la décima tercera edición del máximo torneo futbolístico de Nueva Zelanda. Fue la primera vez que participaron diez equipos, luego de que la Asociación de Fútbol de Nueva Zelanda decidiera expandir el número de participantes en la competición. Así, disputaron la liga por primera vez el Eastern Suburbs de Auckland, el Tasman United de Nelson y el Hamilton Wanderers de Hamilton. A su vez, el WaiBOP United abandonó el torneo, al haber cedido su lugar en la liga al Wanderers.
Fue la primera vez que además de franquicias, en el torneo participaron clubes, como lo son tanto el Eastern como el Hamilton. Este tipo de entidades, que disputan las ligas regionales durante el invierno en Nueva Zelanda, habían sido excluidas de la primera división desde 2003, año en el que la Liga Nacional fue desmantelada para dar paso a la ASB Premiership. Fue apenas la segunda edición que contó con más de ocho equipos, siendo el único antecedente la temporada 2014-15, donde habían participado nueve conjuntos. A su vez, al vencerse el contrato con ASB, esta temporada tuvo a Stirling Sports como patrocinador principal. Comenzó el 16 de octubre y culminó el 2 de abril. El Team Wellington derrotó por segunda vez consecutiva en la final al Auckland City y se quedó con el título.

## Equipos
| Equipo                        | Ciudad       | Estadio               | Capacidad | Entrenador       | Año ingreso |
| ----------------------------- | ------------ | --------------------- | --------- | ---------------- | ----------- |
| Auckland City Football Club   | Auckland     | Kiwitea Street        | 6000      | Ramon Tribulietx | 2004        |
| Canterbury United Dragons     | Christchurch | English Park          | 8000      | Willy Gerdsen    | 2004        |
| Eastern Suburbs               | Auckland     | Bill McKinlay Park    | 5000      | Malcom McPherson | 2016        |
| Hamilton Wanderers            | Hamilton     | Porritt Stadium       | 2700      | Mark Cossey      | 2016        |
| Hawke's Bay United            | Napier       | Bluewater Stadium     | 4000      | Brett Angell     | 2004        |
| Southern United Football Club | Dunedin      | Forsyth Barr Stadium  | 30 500    | Paul O'Reilly    | 2004        |
| Tasman United                 | Nelson       | Trafalgar Park        | 18 000    | Davor Tavich     | 2016        |
| Team Wellington               | Wellington   | David Farrington Park | 2000      | José Figueira    | 2004        |
| Waitakere United              | Waitakere    | Trusts Stadium        | 4900      | Chris Milicich   | 2004        |
| Wellington Phoenix Reserves   | Wellington   | Newtown Park          | 5000      | Andy Hedge       | 2014        |

## Charity Cup
Como sucede desde 2011, se disputa Charity Cup, la supercopa neozelandesa, que involucra al campeón de la temporada pasada, en esta ocasión el Team Wellington, y el mejor clasificado de la fase regular, que esta vez fue el Auckland City. Fue la tercera vez consecutiva que ambos clubes disputaron la copa, y la sexta participación del Auckland, que la jugó, hasta ese momento, siempre desde su formación. En esta ocasión, el encuentro en lugar de ser un partido previo al inicio del torneo de liga, fue equivalente al partido entre los dos equipos que se dispute en el Newtown Park de Wellington válido también por la jornada 10 de la Stirling Sports Premiership. Con victoria por 3-1, el Auckland City ganó el título por cuarta vez.
| 8 de enero de 2017 | Team Wellington | 1:3 (0:1) | Auckland City                        | Newtown Park, Wellington |  |
|                    | Harris 85'      |           | de Vries 12' · Tade 69' 90+2' (pen.) |                          |  |

## Clasificación
|      | Equipo                  | PJ | G  | E | P  | GF | GC | Dif. | Pts. |
| ---- | ----------------------- | -- | -- | - | -- | -- | -- | ---- | ---- |
| 1.º  | Auckland City           | 18 | 11 | 3 | 4  | 35 | 15 | 20   | 36   |
| 2.º  | Team Wellington         | 18 | 11 | 3 | 4  | 51 | 32 | 19   | 36   |
| 3.º  | Waitakere United        | 18 | 10 | 4 | 4  | 31 | 25 | 6    | 34   |
| 4.º  | Hawke's Bay United      | 18 | 10 | 2 | 6  | 46 | 30 | 16   | 32   |
| 5.º  | Eastern Suburbs         | 18 | 9  | 3 | 6  | 28 | 26 | 2    | 30   |
| 6.º  | Canterbury United       | 18 | 6  | 6 | 6  | 32 | 28 | 4    | 24   |
| 7.º  | Wellington Phoenix Res. | 18 | 6  | 4 | 8  | 25 | 33 | -8   | 22   |
| 8.º  | Tasman United           | 18 | 4  | 5 | 9  | 29 | 42 | -13  | 17   |
| 9.º  | Hamilton Wanderers      | 18 | 4  | 1 | 13 | 24 | 50 | -26  | 13   |
| 10.º | Southern United         | 18 | 3  | 1 | 14 | 20 | 41 | -21  | 10   |

 PJ = Partidos jugados; G = Partidos ganados; E = Partidos empatados; P = Partidos perdidos;
GF = Goles anotados; GC = Goles recibidos; Dif = Diferencia de gol; Pts = Puntos
Orden de ubicación de los equipos: 1) Puntos; 2) Diferencia de gol; 3) Cantidad de goles anotados.
| \| \| Clasificación a los playoffs y a la Liga de Campeones de la OFC 2018 \| \| \| Clasificación a los playoffs \| |                                                                      |
| | Clasificación a los playoffs y a la Liga de Campeones de la OFC 2018 |
| | Clasificación a los playoffs                                         |

### Evolución de las posiciones
| Equipo / Fecha          | 01 | 02 | 03 | 04 | 05 | 06 | 07 | 08 | 09 | 10 | 11 | 12 | 13 | 14 | 15 | 16 | 17 | 18 |
| ----------------------- | -- | -- | -- | -- | -- | -- | -- | -- | -- | -- | -- | -- | -- | -- | -- | -- | -- | -- |
| Auckland City           | 1  | 1  | 1  | 1  | 2  | 1  | 2  | 3  | 2  | 1  | 1  | 2  | 3  | 5  | 4  | 1  | 1  | 1  |
| Canterbury United       | 6  | 4  | 5  | 3  | 3  | 6  | 7  | 7  | 6  | 5  | 6  | 6  | 5  | 6  | 5  | 6  | 6  | 6  |
| Eastern Suburbs         | 2  | 2  | 4  | 2  | 1  | 2  | 1  | 2  | 3  | 3  | 4  | 4  | 4  | 3  | 2  | 4  | 4  | 5  |
| Hamilton Wanderers      | 4  | 7  | 3  | 7  | 8  | 7  | 8  | 8  | 8  | 8  | 8  | 8  | 8  | 8  | 8  | 9  | 9  | 9  |
| Hawke's Bay United      | 3  | 5  | 7  | 5  | 5  | 8  | 5  | 4  | 7  | 7  | 5  | 5  | 6  | 4  | 6  | 5  | 5  | 4  |
| Southern United         | 9  | 9  | 10 | 10 | 10 | 10 | 10 | 10 | 10 | 9  | 9  | 9  | 9  | 9  | 10 | 10 | 10 | 10 |
| Tasman United           | 7  | 8  | 9  | 9  | 9  | 9  | 9  | 9  | 9  | 10 | 10 | 10 | 10 | 10 | 9  | 8  | 8  | 8  |
| Team Wellington         | 10 | 10 | 8  | 6  | 4  | 3  | 3  | 1  | 1  | 2  | 2  | 3  | 1  | 2  | 1  | 2  | 3  | 2  |
| Waitakere United        | 5  | 3  | 2  | 4  | 6  | 4  | 4  | 6  | 5  | 4  | 3  | 1  | 2  | 1  | 3  | 3  | 2  | 3  |
| Wellington Phoenix Res. | 8  | 6  | 6  | 8  | 7  | 5  | 6  | 5  | 4  | 6  | 7  | 7  | 7  | 7  | 7  | 7  | 7  | 7  |

## Resultados
| Fecha 1            | Fecha 1   | Fecha 1          | Fecha 1       | Fecha 1 |
| Local              | Resultado | Visitante        | Fecha         | Hora    |
| ------------------ | --------- | ---------------- | ------------- | ------- |
| Wellington Phoenix | 1 - 2     | Eastern Suburbs  | 22 de octubre | 14:00   |
| Hamilton Wanderers | 1 - 0     | Southern United  | 22 de octubre | 14:00   |
| Canterbury United  | 2 - 2     | Tasman United    | 23 de octubre | 14:00   |
| Auckland City      | 4 - 0     | Team Wellington  | 23 de octubre | 16:35   |
| Hawke's Bay United | 3 - 1     | Waitakere United | 24 de octubre | 16:30   |

| Fecha 2            | Fecha 2   | Fecha 2            | Fecha 2       | Fecha 2 |
| Local              | Resultado | Visitante          | Fecha         | Hora    |
| ------------------ | --------- | ------------------ | ------------- | ------- |
| Auckland City      | 4 - 0     | Tasman United      | 29 de octubre | 14:00   |
| Team Wellington    | 1 - 2     | Wellington Phoenix | 30 de octubre | 14:00   |
| Eastern Suburbs    | 1 - 0     | Hawke's Bay United | 30 de octubre | 14:00   |
| Hamilton Wanderers | 0 - 2     | Waitakere United   | 30 de octubre | 14:00   |
| Southern United    | 1 - 3     | Canterbury United  | 30 de octubre | 16:35   |

| Fecha 3            | Fecha 3   | Fecha 3           | Fecha 3        | Fecha 3 |
| Local              | Resultado | Visitante         | Fecha          | Hora    |
| ------------------ | --------- | ----------------- | -------------- | ------- |
| Wellington Phoenix | 1 - 1     | Tasman United     | 5 de noviembre | 16:15   |
| Hawke's Bay United | 2 - 4     | Team Wellington   | 6 de noviembre | 13:00   |
| Waitakere United   | 2 - 2     | Southern United   | 6 de noviembre | 14:00   |
| Hamilton Wanderers | 4 - 0     | Eastern Suburbs   | 6 de noviembre | 14:00   |
| Auckland City      | 0 - 0     | Canterbury United | 6 de noviembre | 15:00   |

| Fecha 4           | Fecha 4   | Fecha 4            | Fecha 4         | Fecha 4 |
| Local             | Resultado | Visitante          | Fecha           | Hora    |
| ----------------- | --------- | ------------------ | --------------- | ------- |
| Tasman United     | 1 - 3     | Hawke's Bay United | 13 de noviembre | 14:00   |
| Southern United   | 0 - 1     | Auckland City      | 13 de noviembre | 14:00   |
| Eastern Suburbs   | 1 - 0     | Waitakere United   | 13 de noviembre | 14:00   |
| Canterbury United | 4 - 1     | Wellington Phoenix | 13 de noviembre | 14:00   |
| Team Wellington   | 5 - 2     | Hamilton Wanderers | 13 de noviembre | 16:35   |

| Fecha 5            | Fecha 5   | Fecha 5           | Fecha 5         | Fecha 5 |
| Local              | Resultado | Visitante         | Fecha           | Hora    |
| ------------------ | --------- | ----------------- | --------------- | ------- |
| Hawke's Bay United | 1 - 1     | Canterbury United | 20 de noviembre | 13:00   |
| Wellington Phoenix | 1 - 0     | Auckland City     | 20 de noviembre | 14:00   |
| Waitakere United   | 0 - 2     | Team Wellington   | 20 de noviembre | 14:00   |
| Hamilton Wanderers | 2 - 3     | Tasman United     | 20 de noviembre | 14:00   |
| Eastern Suburbs    | 4 - 0     | Southern United   | 20 de noviembre | 16:35   |

| Fecha 6           | Fecha 6   | Fecha 6            | Fecha 6         | Fecha 6 |
| Local             | Resultado | Visitante          | Fecha           | Hora    |
| ----------------- | --------- | ------------------ | --------------- | ------- |
| Southern United   | 0 - 1     | Wellington Phoenix | 25 de noviembre | 16:00   |
| Team Wellington   | 0 - 0     | Eastern Suburbs    | 26 de noviembre | 14:00   |
| Auckland City     | 1 - 0     | Hawke's Bay United | 26 de noviembre | 16:35   |
| Tasman United     | 1 - 3     | Waitakere United   | 27 de noviembre | 14:00   |
| Canterbury United | 1 - 2     | Hamilton Wanderers | 27 de noviembre | 14:00   |

| Fecha 7            | Fecha 7   | Fecha 7            | Fecha 7        | Fecha 7 |
| Local              | Resultado | Visitante          | Fecha          | Hora    |
| ------------------ | --------- | ------------------ | -------------- | ------- |
| Hawke's Bay United | 2 - 0     | Wellington Phoenix | 4 de diciembre | 13:00   |
| Team Wellington    | 4 - 1     | Southern United    | 4 de diciembre | 14:00   |
| Waitakere United   | 1 - 0     | Canterbury United  | 4 de diciembre | 14:00   |
| Eastern Suburbs    | 4 - 2     | Tasman United      | 4 de diciembre | 16:35   |
| Hamilton Wanderers | 0 - 5     | Auckland City      | 15 de febrero  | 18:00   |

| Fecha 8            | Fecha 8   | Fecha 8            | Fecha 8         | Fecha 8 |
| Local              | Resultado | Visitante          | Fecha           | Hora    |
| ------------------ | --------- | ------------------ | --------------- | ------- |
| Auckland City      | 0 - 1     | Waitakere United   | 16 de octubre   | 15:00   |
| Southern United    | 0 - 3     | Hawke's Bay United | 10 de diciembre | 14:00   |
| Wellington Phoenix | 4 - 0     | Hamilton Wanderers | 10 de diciembre | 16:45   |
| Canterbury United  | 2 - 0     | Eastern Suburbs    | 11 de diciembre | 13:00   |
| Tasman United      | 1 - 2     | Team Wellington    | 11 de diciembre | 14:00   |

| Fecha 9            | Fecha 9   | Fecha 9            | Fecha 9         | Fecha 9 |
| Local              | Resultado | Visitante          | Fecha           | Hora    |
| ------------------ | --------- | ------------------ | --------------- | ------- |
| Southern United    | 3 - 1     | Tasman United      | 17 de diciembre | 14:00   |
| Waitakere United   | 2 - 2     | Wellington Phoenix | 17 de diciembre | 14:00   |
| Team Wellington    | 3 - 3     | Canterbury United  | 18 de diciembre | 14:00   |
| Eastern Suburbs    | 0 - 1     | Auckland City      | 18 de diciembre | 14:00   |
| Hamilton Wanderers | 6 - 4     | Hawke's Bay United | 18 de diciembre | 16:35   |

| Fecha 10         | Fecha 10  | Fecha 10           | Fecha 10   | Fecha 10 |
| Local            | Resultado | Visitante          | Fecha      | Hora     |
| ---------------- | --------- | ------------------ | ---------- | -------- |
| Southern United  | 4 - 0     | Hamilton Wanderers | 7 de enero | 13:00    |
| Team Wellington  | 1 - 3     | Auckland City      | 8 de enero | 14:00    |
| Eastern Suburbs  | 1 - 1     | Wellington Phoenix | 8 de enero | 14:00    |
| Waitakere United | 1 - 0     | Hawke's Bay United | 8 de enero | 14:00    |
| Tasman United    | 2 - 3     | Canterbury United  | 8 de enero | 16:35    |

| Fecha 11           | Fecha 11  | Fecha 11           | Fecha 11    | Fecha 11 |
| Local              | Resultado | Visitante          | Fecha       | Hora     |
| ------------------ | --------- | ------------------ | ----------- | -------- |
| Wellington Phoenix | 1 - 3     | Team Wellington    | 14 de enero | 16:15    |
| Hawke's Bay United | 6 - 3     | Eastern Suburbs    | 15 de enero | 14:00    |
| Tasman United      | 1 - 1     | Auckland City      | 15 de enero | 14:00    |
| Canterbury United  | 1 - 3     | Southern United    | 15 de enero | 14:00    |
| Waitakere United   | 2 - 1     | Hamilton Wanderers | 15 de enero | 14:00    |

| Fecha 12          | Fecha 12  | Fecha 12           | Fecha 12    | Fecha 12 |
| Local             | Resultado | Visitante          | Fecha       | Hora     |
| ----------------- | --------- | ------------------ | ----------- | -------- |
| Southern United   | 1 - 3     | Waitakere United   | 21 de enero | 13:00    |
| Tasman United     | 1 - 1     | Wellington Phoenix | 22 de enero | 14:00    |
| Team Wellington   | 3 - 3     | Hawke's Bay United | 22 de enero | 14:00    |
| Eastern Suburbs   | 3 - 1     | Hamilton Wanderers | 22 de enero | 14:00    |
| Canterbury United | 2 - 2     | Auckland City      | 22 de enero | 16:35    |

| Fecha 13           | Fecha 13  | Fecha 13          | Fecha 13      | Fecha 13 |
| Local              | Resultado | Visitante         | Fecha         | Hora     |
| ------------------ | --------- | ----------------- | ------------- | -------- |
| Hawke's Bay United | 3 - 2     | Tasman United     | 29 de enero   | 13:00    |
| Wellington Phoenix | 1 - 4     | Canterbury United | 29 de enero   | 14:00    |
| Hamilton Wanderers | 2 - 4     | Team Wellington   | 29 de enero   | 14:00    |
| Waitakere United   | 1 - 1     | Eastern Suburbs   | 29 de enero   | 16:35    |
| Auckland City      | 3 - 1     | Southern United   | 22 de febrero | 13:00    |

| Fecha 14           | Fecha 14  | Fecha 14          | Fecha 14     | Fecha 14 |
| Local              | Resultado | Visitante         | Fecha        | Hora     |
| ------------------ | --------- | ----------------- | ------------ | -------- |
| Eastern Suburbs    | 3 - 1     | Team Wellington   | 5 de febrero | 14:00    |
| Waitakere United   | 2 - 2     | Tasman United     | 5 de febrero | 14:00    |
| Hamilton Wanderers | 1 - 1     | Canterbury United | 5 de febrero | 14:00    |
| Hawke's Bay United | 2 - 1     | Auckland City     | 5 de febrero | 16:35    |
| Wellington Phoenix | 3 - 0     | Southern United   | 6 de febrero | 14:00    |

| Fecha 15          | Fecha 15  | Fecha 15           | Fecha 15      | Fecha 15 |
| Local             | Resultado | Visitante          | Fecha         | Hora     |
| ----------------- | --------- | ------------------ | ------------- | -------- |
| Southern United   | 0 - 1     | Eastern Suburbs    | 11 de febrero | 13:00    |
| Tasman United     | 1 - 0     | Hamilton Wanderers | 12 de febrero | 14:00    |
| Team Wellington   | 7 - 2     | Waitakere United   | 12 de febrero | 14:00    |
| Canterbury United | 2 - 1     | Hawke's Bay United | 12 de febrero | 14:00    |
| Auckland City     | 2 - 0     | Wellington Phoenix | 12 de febrero | 16:35    |

| Fecha 16           | Fecha 16  | Fecha 16           | Fecha 16      | Fecha 16 |
| Local              | Resultado | Visitante          | Fecha         | Hora     |
| ------------------ | --------- | ------------------ | ------------- | -------- |
| Tasman United      | 2 - 1     | Eastern Suburbs    | 19 de febrero | 14:00    |
| Southern United    | 1 - 3     | Team Wellington    | 19 de febrero | 14:00    |
| Wellington Phoenix | 2 - 7     | Hawke's Bay United | 19 de febrero | 14:00    |
| Canterbury United  | 1 - 2     | Waitakere United   | 19 de febrero | 14:00    |
| Auckland City      | 4 - 1     | Hamilton Wanderers | 19 de febrero | 16:35    |

| Fecha 17           | Fecha 17  | Fecha 17           | Fecha 17      | Fecha 17 |
| Local              | Resultado | Visitante          | Fecha         | Hora     |
| ------------------ | --------- | ------------------ | ------------- | -------- |
| Eastern Suburbs    | 2 - 1     | Canterbury United  | 26 de febrero | 14:00    |
| Waitakere United   | 4 - 1     | Auckland City      | 26 de febrero | 16:35    |
| Hawke's Bay United | 2 - 1     | Southern United    | 4 de marzo    | 14:00    |
| Team Wellington    | 5 - 1     | Tasman United      | 12 de marzo   | 14:00    |
| Hamilton Wanderers | 1 - 3     | Wellington Phoenix | 12 de marzo   | 16:35    |

| Fecha 18           | Fecha 18  | Fecha 18           | Fecha 18    | Fecha 18 |
| Local              | Resultado | Visitante          | Fecha       | Hora     |
| ------------------ | --------- | ------------------ | ----------- | -------- |
| Wellington Phoenix | 0 - 2     | Waitakere United   | 4 de marzo  | 16:15    |
| Auckland City      | 2 - 1     | Eastern Suburbs    | 5 de marzo  | 15:00    |
| Tasman United      | 5 - 2     | Southern United    | 18 de marzo | 14:00    |
| Hawke's Bay United | 4 - 0     | Hamilton Wanderers | 19 de marzo | 14:00    |
| Canterbury United  | 1 - 3     | Team Wellington    | 19 de marzo | 16:35    |

## Playoffs

### Semifinales
| 25 de marzo de 2017, 16:05 | Auckland City | 1:0 (0:0) | Hawke's Bay United | Kiwitea Street, Auckland |  |
|                            | Lea'alafa 64' |           |                    |                          |  |

| 26 de marzo de 2017, 16:05 | Team Wellington                                                               | 6:6 (1:1) (t. s.)(3:2 p.)  | Waitakere United                                                            | David Farrington Park, Wellington |  |
|                            | Gulley 45' · Zambrano 68' · Jackson 75' (pen.) 88' (pen.) · Stevens 113' 118' | Reporte                    | Moretti 36' (a.g.) · Reinhardt 50' 120+1' · Morgan 66' 79' · Stansfield 91' |                                   |  |
|                            |                                                                               | Tiros desde el punto penal |                                                                             |                                   |  |
|                            | Stevens · Bevin · Villa · Jackson · Gulley · Kirwan                           |                            | Butler · Stansfield · Reinhardt · Thelen · Collett · Hilliar                |                                   |  |

### Final
| 2 de abril de 2017, 16:35 | Auckland City | 1:2 (1:1) | Team Wellington | North Harbour Stadium, Auckland                               |                                                               |
|                           | Tade 27'      | Reporte   | Harris 10' 51'  | Asistencia: 1113 espectadores Árbitro(s): Campbell Kirk-Waugh | Asistencia: 1113 espectadores Árbitro(s): Campbell Kirk-Waugh |

| Bandera de Nueva Zelanda            |
| Campeón Team Wellington 2.do título |

## Goleadores
Para decidir al goleador del torneo no se contabilizan los tantos anotados durante los playoffs.
| Jugador                                   | Equipo/s           | Goles | Partidos |
| ----------------------------------------- | ------------------ | ----- | -------- |
| Tom Jackson                               | Team Wellington    | 16    | 14       |
| Emiliano Tade                             | Auckland City      | 12    | 15       |
| Aaron Clapham                             | Canterbury United  | 12    | 17       |
| Saul Halpin                               | Hawke's Bay United | 12    | 18       |
| Ben Harris                                | Team Wellington    | 11    | 14       |
| Sam Mason-Smith                           | Hawke's Bay United | 11    | 18       |
| Facundo Barbero                           | Hawke's Bay United | 9     | 17       |
| Paul Ifill                                | Tasman United      | 8     | 17       |
| Stephen Hoyle                             | Canterbury United  | 7     | 18       |
| Tinashe Marowa                            | Tasman United      | 7     | 18       |
| Última actualización: 23 de marzo de 2017 |                    |       |          |